# Popis vrsta roda Masdevallia
Popis vrsta roda Masdevallia
Rod Masdevalia obuhvaća preko 600 vrsta, kod Kew–a 651, u world Plants–u 637, plus 11 hibrida.

## A
1. Masdevallia abbreviata Rchb.f.
2. Masdevallia acaroi Luer & Hirtz
3. Masdevallia acauda Vierling & W.Zimm.bis
4. Masdevallia acrochordonia Rchb.f.
5. Masdevallia adamsii Luer
6. Masdevallia adrianae Luer
7. Masdevallia aenigma Luer & R.Escobar
8. Masdevallia agaster Luer
9. Masdevallia aguirrei Luer & R.Escobar
10. Masdevallia akemiana Königer & Sijm
11. Masdevallia albella Luer & Teague
12. Masdevallia alexandri Luer
13. Masdevallia alismifolia Kraenzl.
14. Masdevallia alphonsiana L.E.Matthews
15. Masdevallia amabilis Rchb.f. & Warsz.
16. Masdevallia amaluzae Luer & Malo
17. Masdevallia amanda Rchb.f. & Warsz.
18. Masdevallia ametroglossa Luer & Hirtz
19. Masdevallia amoena Luer
20. Masdevallia amplexa Luer
21. Masdevallia ampullacea Luer & Andreetta
22. Masdevallia amsleri (Luer & Jenny) Pfahl
23. Masdevallia anceps Luer & Hirtz
24. Masdevallia andreae P.Ortiz
25. Masdevallia andreettana Luer
26. Masdevallia andresiana Luer & Maduro
27. Masdevallia anemone Luer
28. Masdevallia anfracta Königer & J.Portilla
29. Masdevallia angulata Rchb.f.
30. Masdevallia angulifera Rchb.f. ex Kraenzl.
31. Masdevallia anisomorpha Garay
32. Masdevallia anomala Luer & Sijm
33. Masdevallia antonii Königer
34. Masdevallia aphanes Königer
35. Masdevallia apoloae (Luer & Sijm) J.M.H.Shaw
36. Masdevallia apparitio Luer & R.Escobar
37. Masdevallia aptera Luer & L.O'Shaughn.
38. Masdevallia arangoi Luer & R.Escobar
39. Masdevallia ariasii Luer
40. Masdevallia arminii Linden & Rchb.f.
41. Masdevallia assurgens Luer & R.Escobar
42. Masdevallia asterotricha Königer
43. Masdevallia atahualpa Luer
44. Masdevallia attenuata Rchb.f.
45. Masdevallia audax Königer
46. Masdevallia aurea Luer
47. Masdevallia aureoportensis (Luer & J.Leathers) J.M.H.Shaw
48. Masdevallia aurorae Luer & M.W.Chase
49. Masdevallia ayabacana Luer

## B
1. Masdevallia bangii Schltr.
2. Masdevallia barbozae (Luer) J.M.H.Shaw
3. Masdevallia barlaeana Rchb.f.
4. Masdevallia barrowii Luer
5. Masdevallia beckendorfii Dalström & Ruíz Pérez
6. Masdevallia bellissima Bogarín, Pupulin & Karremans
7. Masdevallia belua Königer & D'Aless.
8. Masdevallia bennettii Luer
9. Masdevallia berthae Luer & Andreetta
10. Masdevallia bicolor Poepp. & Endl.
11. Masdevallia bicornis Luer
12. Masdevallia biflora Regel
13. Masdevallia boliviensis Schltr.
14. Masdevallia bonplandii Rchb.f.
15. Masdevallia bottae Luer & Andreetta
16. Masdevallia bourdetteana Luer
17. Masdevallia brachyantha Schltr.
18. Masdevallia brachyura F.Lehm. & Kraenzl.
19. Masdevallia brenneri Luer
20. Masdevallia brockmuelleri Luer
21. Masdevallia bryophila Luer
22. Masdevallia buccinator Rchb.f. & Warsz.
23. Masdevallia bucculenta Luer
24. Masdevallia bulbophyllopsis Kraenzl.
25. Masdevallia burianii Luer & Dalström
26. Masdevallia burzlaffiana Königer

## C
1. Masdevallia cacodes Luer & R.Escobar
2. Masdevallia caesia Roezl
3. Masdevallia calagrasalis Luer
4. Masdevallia calcarata Luer & V.N.M.Rao
5. Masdevallia calocalix Luer
6. Masdevallia calochrysos Luer & Sijm
7. Masdevallia caloptera Rchb.f.
8. Masdevallia calosiphon Luer
9. Masdevallia calura Rchb.f.
10. Masdevallia campyloglossa Rchb.f.
11. Masdevallia cardiantha Königer
12. Masdevallia carmenensis Luer & Malo
13. Masdevallia carnosa Königer
14. Masdevallia carpishica Luer & Cloes
15. Masdevallia carrilloana P.Ortiz
16. Masdevallia carruthersiana F.Lehm. ex Kraenzl.
17. Masdevallia castor Luer & Cloes
18. Masdevallia catapheres Königer
19. Masdevallia caudata Lindl.
20. Masdevallia caudivolvula Kraenzl.
21. Masdevallia cerastes Luer & R.Escobar
22. Masdevallia chaetostoma Luer
23. Masdevallia chaparensis T.Hashim.
24. Masdevallia chasei Luer
25. Masdevallia chaucana Luer & Hirtz
26. Masdevallia cheloglossa Luer & Dalström
27. Masdevallia chimboensis Kraenzl.
28. Masdevallia choccei Dalström
29. Masdevallia chontalensis Rchb.f.
30. Masdevallia christae Königer
31. Masdevallia chuspipatae Luer & Teague
32. Masdevallia cinnamomea Rchb.f.
33. Masdevallia citrinella Luer & Malo
34. Masdevallia civilis Rchb.f. & Warsz.
35. Masdevallia clandestina Luer & R.Escobar
36. Masdevallia cleistogama Luer
37. Masdevallia cloesii Luer
38. Masdevallia cocapatae Luer, Teague & R.Vásquez
39. Masdevallia coccinea Linden ex Lindl.
40. Masdevallia collantesii D.E.Benn. & Christenson
41. Masdevallia collina L.O.Williams
42. Masdevallia colossus Luer
43. Masdevallia concinna Königer
44. Masdevallia condorensis Luer & Hirtz
45. Masdevallia constricta Poepp. & Endl.
46. Masdevallia copiosa Kraenzl.
47. Masdevallia corazonica Schltr.
48. Masdevallia cordeliana Luer
49. Masdevallia corderoana F.Lehm. & Kraenzl.
50. Masdevallia coriacea Lindl.
51. Masdevallia corinnea Archila, Jiménez Rodr. & Véliz
52. Masdevallia corniculata Rchb.f.
53. Masdevallia cosmia Königer
54. Masdevallia cracens (Luer, Sijm & V.N.M.Rao) Pfahl
55. Masdevallia cranion Luer
56. Masdevallia crassicaudis Luer & J.Portilla
57. Masdevallia crescenticola F.Lehm. & Kraenzl.
58. Masdevallia cretata Luer
59. Masdevallia cucullata Lindl.
60. Masdevallia cuprea Lindl.
61. Masdevallia cupularis Rchb.f.
62. Masdevallia curtipes Barb.Rodr.
63. Masdevallia cyclotega Königer
64. Masdevallia cylix Luer & Malo

## D
1. Masdevallia dalessandroi Luer
2. Masdevallia dalstroemii Luer
3. Masdevallia datura Luer & R.Vásquez
4. Masdevallia davisii Rchb.f.
5. Masdevallia deburghgraevei Luer & Sijm
6. Masdevallia deceptrix Luer & Würstle
7. Masdevallia decumana Königer
8. Masdevallia deformis Kraenzl.
9. Masdevallia dejonghei (Luer & Sijm) J.M.H.Shaw
10. Masdevallia delhierroi Luer & Hirtz
11. Masdevallia delphina Luer
12. Masdevallia demissa Rchb.f.
13. Masdevallia deniseana Luer & J.Portilla
14. Masdevallia descendens Luer & Andreetta
15. Masdevallia dickinsoniana Luer & Sijm
16. Masdevallia dimorphotricha Luer & Hirtz
17. Masdevallia discoidea Luer & Würstle
18. Masdevallia discolor Luer & R.Escobar
19. Masdevallia don-quijote Luer & Andreetta
20. Masdevallia dorisiae Luer
21. Masdevallia doucetteana Pfahl
22. Masdevallia draconis Luer & Andreetta
23. Masdevallia dreisei Luer
24. Masdevallia dryada Luer & R.Escobar
25. Masdevallia dubbeldamii Luer & Sijm
26. Masdevallia dudleyi Luer
27. Masdevallia dunstervillei Luer
28. Masdevallia dura Luer
29. Masdevallia dynastes Luer

## E
1. Masdevallia eburnea Luer & Maduro
2. Masdevallia ecallosa Luer & Sijm
3. Masdevallia echo Luer
4. Masdevallia ejiriana Luer & J.Portilla
5. Masdevallia elachys Luer
6. Masdevallia elegans Luer & R.Escobar
7. Masdevallia elephanticeps Rchb.f. & Warsz.
8. Masdevallia empusa Luer
9. Masdevallia encephala Luer & R.Escobar
10. Masdevallia ensata Rchb.f.
11. Masdevallia epallax Königer
12. Masdevallia ephelota Luer & Cloes
13. Masdevallia estradae Rchb.f.
14. Masdevallia eucharis Luer
15. Masdevallia eumeces Luer
16. Masdevallia eumeliae Luer
17. Masdevallia eurynogaster Luer & Andreetta
18. Masdevallia excelsior Luer & Andreetta
19. Masdevallia exilipes Schltr.
20. Masdevallia expers Luer & Andreetta
21. Masdevallia exquisita Luer & Hirtz
22. Masdevallia eyrei J.M.H.Shaw

## F
1. Masdevallia falcago Rchb.f.
2. Masdevallia fasciata Rchb.f.
3. Masdevallia fenestralis Dalström & Ruíz Pérez
4. Masdevallia fenestrellata Dalström & Ruíz Pérez
5. Masdevallia ferrusii (Luer) Pfahl
6. Masdevallia figueroae Luer
7. Masdevallia filaria Luer & R.Escobar
8. Masdevallia flaveola Rchb.f.
9. Masdevallia floribunda Lindl.
10. Masdevallia foetens Luer & R.Escobar
11. Masdevallia fonsecae Königer
12. Masdevallia formosa Luer & Cloes
13. Masdevallia fosterae Luer
14. Masdevallia fractiflexa F.Lehm. & Kraenzl.
15. Masdevallia fragrans Woolward
16. Masdevallia frilehmannii Luer & R.Vásquez
17. Masdevallia fuchsii Luer
18. Masdevallia fulvescens Rolfe

## G
1. Masdevallia garciae Luer
2. Masdevallia gargantua Rchb.f.
3. Masdevallia gastrodes Luer & Sijm
4. Masdevallia geminiflora P.Ortiz
5. Masdevallia gemmula (Luer & V.N.M.Rao) Pfahl
6. Masdevallia gentianoides Luer & J.Leathers
7. Masdevallia gerhardii Luer & Sijm
8. Masdevallia gilbertoi Luer & R.Escobar
9. Masdevallia glandulosa Königer
10. Masdevallia glomerosa Luer & Andreetta
11. Masdevallia gloriae Luer & Maduro
12. Masdevallia gloriosa Dalström & Ruíz Pérez
13. Masdevallia gnoma H.R.Sweet
14. Masdevallia goettfertiana Dalström & Ruíz Pérez
15. Masdevallia goliath Luer & Andreetta
16. Masdevallia graminea Luer
17. Masdevallia guayanensis Lindl.
18. Masdevallia guerrieroi Luer & Andreetta
19. Masdevallia gutierrezii Luer
20. Masdevallia guttulata Rchb.f.

## H
1. Masdevallia harlequina Luer
2. Masdevallia hartman-filii Luer, Hirtz & V.N.M.Rao
3. Masdevallia hartmanii Luer
4. Masdevallia heideri Königer
5. Masdevallia helenae Luer
6. Masdevallia helgae Königer & J.Portilla
7. Masdevallia henniae Luer & Dalström
8. Masdevallia hercules Luer & Andreetta
9. Masdevallia herradurae F.Lehm. & Kraenzl.
10. Masdevallia heteroptera Rchb.f.
11. Masdevallia hians Linden & Rchb.f.
12. Masdevallia hieroglyphica Rchb.f.
13. Masdevallia hirtzii Luer & Andreetta
14. Masdevallia hortensis Luer & R.Escobar
15. Masdevallia hortilankesteriani Dalström & Ruíz Pérez
16. Masdevallia hubeinii Luer & Würstle
17. Masdevallia hydrae Luer
18. Masdevallia hylodes Luer & R.Escobar
19. Masdevallia hymenantha Rchb.f.
20. Masdevallia hystrix Luer & Hirtz

## I
1. Masdevallia icterina Königer
2. Masdevallia idae Luer & M.Arias
3. Masdevallia ignea Rchb.f.
4. Masdevallia immensa Luer
5. Masdevallia impostor Luer & R.Escobar
6. Masdevallia inamoena (Luer & Sijm) Pfahl
7. Masdevallia indecora Luer & R.Escobar
8. Masdevallia infracta Lindl.
9. Masdevallia ingridiana Luer & J.Portilla
10. Masdevallia instar Luer & Andreetta
11. Masdevallia ionocharis Rchb.f.
12. Masdevallia irapana H.R.Sweet
13. Masdevallia iris Luer & R.Escobar
14. Masdevallia ishikoi Luer
15. Masdevallia isos Luer
16. Masdevallia ivanii Luer & V.N.M.Rao

## J
1. Masdevallia jaderi S.V.Uribe & Bogarín
2. Masdevallia jarae Luer
3. Masdevallia jimeneziana J.M.H.Shaw
4. Masdevallia jorge-warneri (C.M.Sm., Bogarín & Pupulin) Bogarín
5. Masdevallia josei Luer
6. Masdevallia juan-albertoi Luer & M.Arias

## K
1. Masdevallia karelii Dalström & Ruíz Pérez
2. Masdevallia karineae Nauray ex Luer
3. Masdevallia klabochorum Rchb.f.
4. Masdevallia kuhniorum Luer
5. Masdevallia kyphonantha H.R.Sweet

## L
1. Masdevallia laevis Lindl.
2. Masdevallia lamia Luer & Hirtz
3. Masdevallia lamprotyria Königer
4. Masdevallia lankesteriana Luer
5. Masdevallia lansbergii Rchb.f.
6. Masdevallia lappifera Luer & Hirtz
7. Masdevallia lata Rchb.f.
8. Masdevallia laucheana J.Fraser
9. Masdevallia leathersii Luer
10. Masdevallia lehmannii Rchb.f.
11. Masdevallia lenae Luer & Hirtz
12. Masdevallia leonardoi Luer
13. Masdevallia leonii D.E.Benn. & Christenson
14. Masdevallia leontoglossa Rchb.f.
15. Masdevallia leucantha F.Lehm. & Kraenzl.
16. Masdevallia lewisii Luer & R.Vásquez
17. Masdevallia lilacina Königer
18. Masdevallia lilianae Luer
19. Masdevallia limax Luer
20. Masdevallia lineolata Königer
21. Masdevallia lintricula Königer
22. Masdevallia listroglossa Luer & Dalström
23. Masdevallia livingstoneana Roezl ex Rchb.f.
24. Masdevallia lophina Luer & Sijm
25. Masdevallia loui Luer & Dalström
26. Masdevallia lucernula Königer
27. Masdevallia ludibunda Rchb.f.
28. Masdevallia ludibundella Luer & R.Escobar
29. Masdevallia luerorum Bogarín, Oses & C.M.Sm.
30. Masdevallia luziaemariae Luer & R.Vásquez
31. Masdevallia lychniphora Königer
32. Masdevallia lynniana Luer

## M
1. Masdevallia macrogenia (Arango) Luer & R.Escobar
2. Masdevallia macroglossa Rchb.f.
3. Masdevallia macropus F.Lehm. & Kraenzl.
4. Masdevallia macrura Rchb.f.
5. Masdevallia maculata Klotzsch & H.Karst.
6. Masdevallia maduroi Luer
7. Masdevallia magaliana Luer & V.N.M.Rao
8. Masdevallia mallii Luer
9. Masdevallia maloi Luer
10. Masdevallia manarana Carnevali & I.Ramírez
11. Masdevallia manchinazae Luer & Andreetta
12. Masdevallia mandarina (Luer & R.Escobar) Luer
13. Masdevallia manningii Königer
14. Masdevallia manoloi Luer & M.Arias
15. Masdevallia manta Königer & Sijm
16. Masdevallia marginella Rchb.f.
17. Masdevallia mariposa A.Doucette, J.Portilla & G.Merino
18. Masdevallia marizae Luer & Rolando
19. Masdevallia marthae Luer & R.Escobar
20. Masdevallia martineae Luer
21. Masdevallia martiniana Luer
22. Masdevallia mascarata Luer & R.Vásquez
23. Masdevallia mastodon Rchb.f.
24. Masdevallia mataxa Königer & H.Mend.
25. Masdevallia maxilimax (Luer) Luer
26. Masdevallia mayaycu Luer & Andreetta
27. Masdevallia medinae Luer & J.Portilla
28. Masdevallia medusa Luer & R.Escobar
29. Masdevallia mejiana Garay
30. Masdevallia melanoglossa Luer
31. Masdevallia melanopus Rchb.f.
32. Masdevallia melanoxantha Linden & Rchb.f.
33. Masdevallia meleagris Lindl.
34. Masdevallia melina Königer & J.Meza
35. Masdevallia menatoi Luer & R.Vásquez
36. Masdevallia mendozae Luer
37. Masdevallia mentosa Luer
38. Masdevallia merinoi Luer & J.Portilla
39. Masdevallia mezae Luer
40. Masdevallia microptera Luer & Würstle
41. Masdevallia microsiphon Luer
42. Masdevallia midas Luer
43. Masdevallia milagroi Luer & Hirtz
44. Masdevallia minuta Lindl.
45. Masdevallia mirandae Gal.-Tar., Haelter. & Zuluaga
46. Masdevallia misasii Braas
47. Masdevallia molossoides Kraenzl.
48. Masdevallia molossus Rchb.f.
49. Masdevallia monicana Luer
50. Masdevallia monogona Königer
51. Masdevallia mooreana Rchb.f.
52. Masdevallia morochoi Luer & Andreetta
53. Masdevallia munae Luer & R.Barrow
54. Masdevallia murex Luer
55. Masdevallia mutica Luer & R.Escobar

## N
1. Masdevallia naevia Luer & V.N.M.Rao
2. Masdevallia naranjapatae Luer
3. Masdevallia navicularis Garay & Dunst.
4. Masdevallia nebulina Luer
5. Masdevallia neukermansii (Luer & Sijm) Pfahl
6. Masdevallia newmaniana Luer & Teague
7. Masdevallia nicaraguae Luer
8. Masdevallia nidifica Rchb.f.
9. Masdevallia niesseniae Luer
10. Masdevallia nigricans Königer & Sijm
11. Masdevallia nijhuisiae Luer & Sijm
12. Masdevallia nikoleana Luer & J.Portilla
13. Masdevallia nitens Luer
14. Masdevallia nivea (Luer & R.Escobar) Luer & R.Escobar
15. Masdevallia norae Luer
16. Masdevallia norops Luer & Andreetta
17. Masdevallia norrisiorum Luer & Dalström
18. Masdevallia notosibirica Maek. & T.Hashim.
19. Masdevallia nunezii Luer & Dalström

## O
1. Masdevallia obscurans (Luer) Luer
2. Masdevallia odnalorii Luer, V.N.M.Rao & M.Webb
3. Masdevallia odontocera Luer & R.Escobar
4. Masdevallia odontopetala Luer
5. Masdevallia olmosii Königer & Sijm
6. Masdevallia omorenoi Luer & R.Vásquez
7. Masdevallia ophioglossa Rchb.f.
8. Masdevallia oreas Luer & R.Vásquez
9. Masdevallia ortalis Luer
10. Masdevallia os-draconis Luer & R.Escobar
11. Masdevallia os-viperae Luer & Andreetta
12. Masdevallia oscarii Luer & R.Escobar
13. Masdevallia oscitans (Luer) Luer
14. Masdevallia ostaurina Luer
15. Masdevallia ova-avis Luer
16. Masdevallia oversteegeniana Luer & Sijm
17. Masdevallia oxapampaensis D.E.Benn. & Christenson

## P
1. Masdevallia pachyantha Rchb.f.
2. Masdevallia pachygyne Kraenzl.
3. Masdevallia pachysepala (Rchb.f.) Luer
4. Masdevallia pachyura Rchb.f.
5. Masdevallia paivaeana Rchb.f.
6. Masdevallia palatina Vierling & W.Zimm.bis
7. Masdevallia pandurilabia C.Schweinf.
8. Masdevallia panguiensis Luer & Andreetta
9. Masdevallia pantomima Luer & Hirtz
10. Masdevallia papillosa Luer
11. Masdevallia paquishae Luer & Hirtz
12. Masdevallia pardina Rchb.f.
13. Masdevallia parsonsii Luer
14. Masdevallia parvula Schltr.
15. Masdevallia pastinata Luer
16. Masdevallia patchicutzae Luer & Hirtz
17. Masdevallia patriciana Luer
18. Masdevallia patula Luer & Malo
19. Masdevallia peristeria Rchb.f.
20. Masdevallia pernix Königer
21. Masdevallia persicina Luer
22. Masdevallia pescadoensis Luer & R.Escobar
23. Masdevallia phacopsis Luer & Dalström
24. Masdevallia phasmatodes Königer
25. Masdevallia phlogina Luer
26. Masdevallia phoebe Luer & Hirtz
27. Masdevallia phoenix Luer
28. Masdevallia picta Luer
29. Masdevallia picturata Rchb.f.
30. Masdevallia pileata Luer & Würstle
31. Masdevallia pinocchio Luer & Andreetta
32. Masdevallia planadensis Luer & R.Escobar
33. Masdevallia plantaginea (Poepp. & Endl.) Cogn.
34. Masdevallia platyglossa Rchb.f.
35. Masdevallia pleurothalloides Luer
36. Masdevallia plynophora Luer
37. Masdevallia pollux Luer & Cloes
38. Masdevallia polychroma Luer
39. Masdevallia polysticta Rchb.f.
40. Masdevallia popowiana Königer & J.G.Weinm.bis
41. Masdevallia porphyrea Luer
42. Masdevallia portillae Luer & Andreetta
43. Masdevallia posadae Luer & R.Escobar
44. Masdevallia pozoi Königer
45. Masdevallia princeps Luer
46. Masdevallia priscillana Luer & V.N.M.Rao
47. Masdevallia proboscoidea Luer & V.N.M.Rao
48. Masdevallia prodigiosa Königer
49. Masdevallia prolixa Luer
50. Masdevallia prosartema Königer
51. Masdevallia pteroglossa Schltr.
52. Masdevallia pulcherrima Luer & Andreetta
53. Masdevallia pumila Poepp. & Endl.
54. Masdevallia purpurella Luer & R.Escobar
55. Masdevallia purpurina Schltr.
56. Masdevallia pyknosepala Luer & Cloes
57. Masdevallia pyxis Luer

## Q
1. Masdevallia quasimodo Luer

## R
1. Masdevallia racemosa Lindl.
2. Masdevallia rafaeliana Luer
3. Masdevallia rana-aurea Luer
4. Masdevallia receptrix Luer & R.Vásquez
5. Masdevallia recurvata Luer & Dalström
6. Masdevallia regina Luer
7. Masdevallia reichenbachiana Endrés ex Rchb.f.
8. Masdevallia renzii Luer
9. Masdevallia repanda Luer & Hirtz
10. Masdevallia replicata Königer
11. Masdevallia revoluta Königer & J.Portilla
12. Masdevallia rex Luer & Hirtz
13. Masdevallia rhinophora Luer & R.Escobar
14. Masdevallia rhodehameliana Luer
15. Masdevallia richardsoniana Luer
16. Masdevallia ricii Luer & R.Vásquez
17. Masdevallia rigens Luer
18. Masdevallia rimarima-alba Luer
19. Masdevallia robineae Dalström & Ruíz Pérez
20. Masdevallia robusta Luer
21. Masdevallia rodolfoi (Braas) Luer
22. Masdevallia roessigeriana A.Doucette, J.Portilla & G.Merino
23. Masdevallia rojohnii (Luer) Pfahl & A.Doucette
24. Masdevallia rolandorum Luer & Sijm
25. Masdevallia rolfeana Kraenzl.
26. Masdevallia rosacea Luer & Sijm
27. Masdevallia rosea Lindl.
28. Masdevallia roseogena Dalström & Ruíz Pérez
29. Masdevallia roseola Luer
30. Masdevallia royi (Luer) Pfahl
31. Masdevallia rubeola Luer & R.Vásquez
32. Masdevallia rubiginosa Königer
33. Masdevallia rufescens Königer
34. Masdevallia rufolutea Lindl.
35. Masdevallia rugosilabia Dalström & Ruíz Pérez
36. Masdevallia rugulosa Königer
37. Masdevallia ruizii Luer & Dalström
38. Masdevallia ruthiana (Luer & Sijm) J.M.H.Shaw

## S
1. Masdevallia saltatrix Rchb.f.
2. Masdevallia sanchezii Luer & Andreetta
3. Masdevallia sanctae-fidei Kraenzl.
4. Masdevallia sanctae-inesae Luer & Malo
5. Masdevallia sanctae-rosae Kraenzl.
6. Masdevallia sandhageniana Dalström
7. Masdevallia sanguinea Luer & Andreetta
8. Masdevallia scalpellifera Luer
9. Masdevallia scandens Rolfe
10. Masdevallia scapha Braas
11. Masdevallia sceptrum Rchb.f.
12. Masdevallia schildhaueri Königer
13. Masdevallia schizantha Kraenzl.
14. Masdevallia schizopetala Kraenzl.
15. Masdevallia schizostigma Luer
16. Masdevallia schlimii Linden ex Lindl.
17. Masdevallia schmidt-mummii Luer & R.Escobar
18. Masdevallia schoonenii Luer
19. Masdevallia schroederae Boos
20. Masdevallia schroederiana H.J.Veitch
21. Masdevallia schudelii Luer
22. Masdevallia scitula Königer
23. Masdevallia scobina Luer & R.Escobar
24. Masdevallia scopaea Luer & R.Vásquez
25. Masdevallia segrex Luer & Hirtz
26. Masdevallia segurae Luer & R.Escobar
27. Masdevallia selenites Königer
28. Masdevallia sellentiniana Vierling & W.Zimm.bis
29. Masdevallia semiteres Luer & R.Escobar
30. Masdevallia sentinella Luer & V.N.M.Rao
31. Masdevallia serendipita Luer & Teague
32. Masdevallia sernae Luer & R.Escobar
33. Masdevallia sertula Luer & Andreetta
34. Masdevallia setacea Luer & Malo
35. Masdevallia setipes Schltr.
36. Masdevallia shiraishii Königer & M.Arias
37. Masdevallia silvanoi Luer & Dalström
38. Masdevallia singeri Luer & Sijm
39. Masdevallia siphonantha Luer
40. Masdevallia smallmaniana Luer
41. Masdevallia soennemarkii Luer & Dalström
42. Masdevallia solomonii Luer & R.Vásquez
43. Masdevallia sotoana H.Medina & Pupulin
44. Masdevallia speciosa Luer
45. Masdevallia spilantha Königer
46. Masdevallia sprucei Rchb.f.
47. Masdevallia staaliana Luer & Hirtz
48. Masdevallia stenorhynchos Kraenzl.
49. Masdevallia stigii Luer & L.Jost
50. Masdevallia stirpis Luer
51. Masdevallia strattoniana Luer & Hirtz
52. Masdevallia striatella Rchb.f.
53. Masdevallia strigosa Königer
54. Masdevallia strobelii H.R.Sweet & Garay
55. Masdevallia strumifera Rchb.f.
56. Masdevallia strumosa P.Ortiz & E.Calderón
57. Masdevallia stumpflei Braas
58. Masdevallia suinii Luer & Hirtz
59. Masdevallia sulphurella Königer
60. Masdevallia sumapazensis P.Ortiz
61. Masdevallia superbiens Luer & Hirtz
62. Masdevallia sururuana Campacci
63. Masdevallia synthesis Luer

## T
1. Masdevallia tatianae Dalström & Ruíz Pérez
2. Masdevallia teaguei Luer
3. Masdevallia telloi Luer & Hirtz
4. Masdevallia tentaculata Luer
5. Masdevallia terborchii Luer
6. Masdevallia theleura Luer
7. Masdevallia thienii Dodson
8. Masdevallia tinekeae Luer & R.Vásquez
9. Masdevallia titan Luer
10. Masdevallia tokachiorum Luer
11. Masdevallia tonduzii Woolward
12. Masdevallia tonii Luer & Sijm
13. Masdevallia tonsijmii (Luer) J.M.H.Shaw
14. Masdevallia torta Rchb.f.
15. Masdevallia tovarensis Rchb.f.
16. Masdevallia trautmanniana Luer & J.Portilla
17. Masdevallia trechsliniana Königer & J.Meza
18. Masdevallia triangularis Lindl.
19. Masdevallia tricallosa Königer
20. Masdevallia tricycla Luer
21. Masdevallia tridens Rchb.f.
22. Masdevallia trifurcata Luer
23. Masdevallia trigonopetala Kraenzl.
24. Masdevallia trochilus Linden & André
25. Masdevallia truncata Luer
26. Masdevallia tsubotae Luer
27. Masdevallia tubata Schltr.
28. Masdevallia tubuliflora Ames
29. Masdevallia tubulosa Lindl.
30. Masdevallia tuerckheimii Ames

## U
1. Masdevallia uncifera Rchb.f.
2. Masdevallia unguentum A.Doucette
3. Masdevallia uniflora Ruiz & Pav.
4. Masdevallia urceolaris Kraenzl.
5. Masdevallia ustulata Luer
6. Masdevallia utriculata Luer

## V
1. Masdevallia valenciae Luer & R.Escobar
2. Masdevallia vargasii C.Schweinf.
3. Masdevallia vasquezii Luer
4. Masdevallia veitchiana Rchb.f.
5. Masdevallia velella Luer
6. Masdevallia velifera Rchb.f.
7. Masdevallia velox Königer
8. Masdevallia venatoria Luer & Malo
9. Masdevallia venezuelana H.R.Sweet
10. Masdevallia ventricosa Schltr.
11. Masdevallia ventricularia Rchb.f.
12. Masdevallia venus Luer & Hirtz
13. Masdevallia venusta Schltr.
14. Masdevallia verecunda Luer
15. Masdevallia vexillifera Luer
16. Masdevallia vidua Luer & Andreetta
17. Masdevallia vieirana Luer & R.Escobar
18. Masdevallia vierlingii Königer
19. Masdevallia vilcabambensis L.Valenz. & E.Suclli
20. Masdevallia villegasii Königer
21. Masdevallia virens Luer & Andreetta
22. Masdevallia virgo-cuencae Luer & Andreetta
23. Masdevallia virgo-rosea Buitr.-Delg., N.Peláez & Gary Mey.
24. Masdevallia vittatula Luer & R.Escobar
25. Masdevallia vomeris Luer

## W
1. Masdevallia wageneriana Linden ex Lindl.
2. Masdevallia walteri Luer
3. Masdevallia wamachukorum Dalström
4. Masdevallia weberbaueri Schltr.
5. Masdevallia welischii Luer
6. Masdevallia wendlandiana Rchb.f.
7. Masdevallia wetzelii Luer & Sijm
8. Masdevallia whiteana Luer
9. Masdevallia wuelfinghoffiana Luer & J.Portilla
10. Masdevallia wuellneri P.Ortiz
11. Masdevallia wuerstlei Luer
12. Masdevallia wurdackii C.Schweinf.

## X
1. Masdevallia xanthina Rchb.f.
2. Masdevallia xanthodactyla Rchb.f.
3. Masdevallia ximenae Luer & Hirtz
4. Masdevallia xiphium Rchb.f. ex Kraenzl.
5. Masdevallia xylina Rchb.f.

## Y
1. Masdevallia yungasensis T.Hashim.

## Z
1. Masdevallia zahlbruckneri Kraenzl.
2. Masdevallia zamorensis Luer & J.Portilla
3. Masdevallia zapatae Luer & R.Escobar
4. Masdevallia zebracea Luer
5. Masdevallia zongoensis Luer & Hirtz
6. Masdevallia zumbae Luer
7. Masdevallia zumbuehlerae Luer
8. Masdevallia zygia Luer & Malo

## Hibridi
1. Masdevallia ×alvaroi Luer & R.Escobar
2. Masdevallia ×kareliae Oakeley
3. Masdevallia ×ligiae Luer & R.Escobar
4. Masdevallia ×measuresiana Rolfe
5. Masdevallia ×mystica Luer
6. Masdevallia ×pourbaixii L.Linden
7. Masdevallia ×senghasiana Luer
8. Masdevallia ×splendida Rchb.f.
9. Masdevallia ×strumella Luer
10. Masdevallia ×urbanae Archila, Lipinska & Szlach.
11. Masdevallia ×wubbenii Luer